# Kiss ~ Kaerimichi no Love Song ~
"Kiss ~ Kaerimichi no Love Song~" (キッス～帰り道のラブソング) é um single da banda Tegomass, foi o tema de abertura e encerramento do anime Lovely Complex.